# 진 (오대 십국)
진(晉)은 중국 오대 십국 시대의 나라로, 후당의 전신이었다.

## 역사
진나라의 군주들이었던 사타부의 이극용·이존욱 부자는 멸망한 당나라의 합법적인 신하임을 주장하며, 당나라를 찬탈한 후량에 맞서 투쟁을 벌였다. 907년 당나라의 멸망 당시, 진나라는 전부는 아니었으나 지금의 산서성의 대부분을 차지하고 있었으며, 최종적으로는 황하 이북 전역으로까지 영토를 확장시켰다. 결국 923년 이존욱은 당나라 황제의 합법적인 계승자임을 주장하며 황제를 자칭하였고, 나라 이름을 당(후당)으로 바꾸었다. 그 직후, 후당은 후량을 멸망시켰다.

## 참고 자료
- 《구오대사》
- 《신오대사》
- 《자치통감》